# Enrique I de Borgoña
Enrique I de Borgoña (946-1002) duque de Borgoña (965-1002), supuesto conde de Nevers hacia 956 a 980 y de Auxerre hacia 996-1002.
Como Odo, ingresó muy joven en la Iglesia, según confirman los Flodoardi Annales (Oddonem clericum). y era clérigo a la muerte de su hermano Otón, duque de Borgoña, el 22 de febrero de 965.

## Familia
Enrique, cuyo nombre de nacimiento era Eudes (Otto), nació entre 946 y 948, siendo el hijo menor de Hugo el Grande, conde de París, y de Eduviges de Sajonia y, por tanto, hermano menor del rey Hugo Capeto, primer rey francés de la dinastía Capeto, y de Otón I de Borgoña. A la muerte de este último, Enrique fue investido como duque de Borgoña, ya que su predecesor murió sin descendencia. Fue elegido por los condes borgoñones para suceder a su hermano y le dieron el nombre de Enrique. Sin embargo, Otón-Enrique sólo poseía tres condados propios, sus vasallos poseían los seis restantes que constituían el núcleo de los que poseía Ricardo el Justiciero muerto en 921.
Hacia 975, según confirma la Chronica Albrici Monachi Trium Fontium, se casó con Gerberga de Chalon, víuda de Adalberto II de Italia, que se había refugiado en Autun. Esta unión no tuvo descendencia, pero Enrique adoptó al hijo de su mujer, Otón Guillermo de Borgoña que le sucedió en el ducado.Este matrimonio permitió a Enrique gobernar el condado de Nevers.
En 978, Enrique participó en la invasión de Lotaringia y en la defensa de París de un contraataque.
Tuvo una segunda esposa, Garsenda de Gascuña, con la que se casó en 992. Como Enrique no tuvo descendencia, Otón Guillermo se convirtió en legítimo aspirante a heredar el ducado de Borgoña. También lo hizo el sobrino de Enrique, el rey Roberto II de Francia. Esto dio lugar  a una guerra de sucesión (de 1003 a 1005) entre Otón Guillermo y Roberto II. Finalmente, Otón Guillermo renunció al ducado, pero conservó en el reino franco occidental el condado de Mâcon, el condado de Beaune y el advowson (mecenazgo) de la abadía de St-Benigne en Dijon.